# Tremp
Tremp è un comune spagnolo di 5 192 abitanti situato nella comunità autonoma della Catalogna.